# Tav Falco
Tav Falco, pseudonimo di Gustavo Antonio Falco (Filadelfia, 25 maggio 1945), è un musicista, regista e attore statunitense noto anche le sue attività di fotografo, performer artist e danzatore.
Falco è stato il frontman del gruppo "art Damage" rock and roll Tav Falco's Panther Burns dal 1979 e ha fondato una carriera solista parallela che incorpora altri stili come cabaret, tango e jazz vocale. Ha diretto un lungometraggio e numerosi cortometraggi e ha interpretato ruoli minori in film girati sia in Nord America che in Europa. È autore di due libri, uno consistente in una psicografia della città di Memphis e l'altro una raccolta di sue fotografie. Attualmente Falco vive a Vienna.

## Biografia
Falco è nato a Filadelfia da una famiglia di origine italiana meridionale ed è cresciuto nell'Arkansas sudoccidentale rurale tra Whelen Springs e Gurdon. Dopo aver studiato teatro e cinema all'Università dell'Arkansas a Fayetteville, Falco si è trasferito a Memphis nel 1973. A metà degli anni '70, ha fondato il gruppo video "art-action" senza scopo di lucro Televista con il collega poeta/artista performativo/videografo dell'Arkansas Randall Lyon per creare arte e documentare musicisti e artisti locali. Mentre lavorava con Televista, Falco ha lavorato e si è formato in fotografia e regia con il fotografo a colori di Memphis William Eggleston.
Nel 1978, Alex Chilton ha collaborato con Falco dopo essere rimasto colpito dall'esecuzione di Falco della canzone Bourgeois Blues all'Orpheum Theatre di Memphis, che culminò nella distruzione della chitarra elettrica con una motosega. I due fondarono la sedicente rock and roll band "art Damage" Tav Falco's Panther Burns nel 1979. Il gruppo prende il nome dalla tradizione che circonda una piantagione nel Mississippi. L'album di debutto dei Panther Burns, Behind The Magnolia Curtain, è stato registrato agli Ardent Studios di Memphis e pubblicato dalla Rough Trade Records. Una sessione del 3 dicembre 1980 registrata al Sam Phillips Recording Service fu invece pubblicata nel 1992 su Marilyn Records come The Unreleased Sessions. La band ha celebrato il suo quarantesimo anniversario nel 2019 con un tour soprannominato "40th Anniversary Howl", con il suo spettacolo principale che si è tenuto il 21 maggio di quell'anno a Memphis presso la Lafayette's Music Room.
Falco ha dedicato parte della sua carriera musicale al lancio ed alla rivalutazione di artisti regionali tradizionali di Memphis e Mississippi che non avevano attirato l'attenzione dei media. Ha filmato un cortometraggio in bianco e nero dell'artista blues RL Burnside che si esibiva alla Brotherhood Sportsmen's Lodge di Como, Mississippi, il 28 settembre 1974. Dopo aver formato i The Panther Burns, Falco si è esibito ed ha collaborato con artisti rockabilly e blues tradizionali come Charlie Feathers, Jesse Mae Hemphill, James Luther Dickinson, Van Zula Hunt e Cordell Jackson. La sua fotografia è stata utilizzata per l'album di Charlie Feathers Honky Tonk Man (New Rose Records, 1988).
Falco promuoverà e lavorerà anche con i contemporanei regionali meno noti. La sua etichetta discografica, Frenzi Records, pubblicò una compilation del 1986 di artisti della zona intitolata Swamp Surfing in Memphis, così come un EP in studio del 1988 del gruppo femminile The Hellcats . Questi dischi hanno ricevuto la rispettiva distribuzione internazionale da Au Go Go Records (Australia) e New Rose Records (Francia).
Nel 2014 Falco ha compilato un doppio album di alcuni dei suoi brani preferiti dalla sua raccolta musicale, Wild & Exotic World of Musical Obscurities di Tav Falco, che è stato pubblicato su Stag-O-Lee Records. Il set dell'album includeva una cover di The Panther Burns e note di copertina di Falco.
Falco si è trasferito dagli Stati Uniti a Parigi e poi a Vienna, dove attualmente risiede. Spesso Falco ha affermato che il suo principale scopo artistico è "smuovere le acque oscure dell'inconscio".

## Discografia solista
- 1996 - Disappearing Angels
- 1996 - 2 Sides of Tav Falco
- 2016 - A Tav Falco Christmas
- 2018 - Cabaret of Daggers
- 2021 - Club Car Zodiac